# Tiszavid, Szabolcs-Szatmár-Bereg
Tiszavid  este un sat în districtul Vásárosnamény, județul Szabolcs-Szatmár-Bereg, Ungaria, având o populație de 520 de locuitori (2011). 

## Demografie
Componența etnică a satului Tiszavid
     Maghiari (69,42%)
     Romi (30,58%)
Componența confesională a satului Tiszavid
     Reformați (47,5%)
     Fără religie (7,5%)
     Romano-catolici (5,77%)
     Greco-catolici (3,46%)
     Necunoscută (35,77%)
     Alte religii (17,12%)
Conform recensământului din 2011, satul Tiszavid avea 520 de locuitori. Din punct de vedere etnic, majoritatea locuitorilor (69,42%) erau maghiari, cu o minoritate de romi (30,58%). Nu există o religie majoritară, locuitorii fiind reformați (47,5%), persoane fără religie (7,5%), romano-catolici (5,77%) și greco-catolici (3,46%). Pentru 35,77% din locuitori nu este cunoscută apartenența confesională.